# Älghult
Älghult è un'area urbana della Svezia situata nel comune di Uppvidinge, contea di Kronoberg.
La popolazione risultante dal censimento 2010 era di 446 abitanti .